# Guyana vasúti közlekedése
Guyana vasúthálózata két vasútvonalból és több iparvasútból áll. A két leghosszabb vonal hossza 97,4 km és 19 km. A teljes hálózat hossza 187 km. A vonalakon a nagyobb bányák ércszállító vonatai közlekednek.
A kereskedelmi vasúti személy- és teherszállítási szolgáltatások 1974-ig működtek. Két vonal működött: a Demerara-Essequibo-vasútvonal Vreed en Hoop és Parika között (29,8 km), valamint a Demerara-Berbice-vasútvonal Georgetown és Rosignol között (105 km). A nyugat-parti Demerara/Kelet-parti Essequibo és a keleti-parti Demerara/Nyugat-parti Berbice útvonalak korszerűsítésével a kormány az 1970-es évek közepén úgy döntött, hogy megszünteti a vasúti szolgáltatásokat, amelyek veszteségesen működtek. A Matthew's Ridge térségében 51,5 km hosszúságú vasútvonal működik.
Lindenben egykor bauxitérc szállítására működött vasúti szolgáltatás. A bauxitércet azonban ma már teherautókkal szállítják.

## Vasúti kapcsolat más országokkal
- Venezuela - nincs
- Brazília - nincs
- Suriname - nincs